# Île de la Jatte
Île de la Jatte (dříve Île de la Grande Jatte) je říční ostrov na Seině, který leží ve francouzském departementu Hauts-de-Seine na katastru měst Neuilly-sur-Seine a Levallois-Perret. Ostrov je výrazně protáhlý v délce asi 2 km, s pevninou ho spojuje most Pont de Levallois. Nachází se blíže pravému břehu, nalevo přes řeku leží město Courbevoie s mrakodrapy La Défense. Je snadno dostupný z centra Paříže metrem do stanice Pont de Neuilly, od Vítězného oblouku leží tři kilometry severozápadním směrem. Název ostrova pochází z výrazu jatte, který znamená „mísa“, a údajně odkazuje na tvar člunů užívaných dříve místními obyvateli.
V devatenáctém století byl ostrov pro Pařížany oblíbeným výletním místem, vznikl zde velký anglický park a řada hospůdek zvaných guinguettes. Tehdejší atmosféru zachytil Georges Seurat na známém pointilistickém obraze Nedělní odpoledne na ostrově La Grande Jatte (1886). Počátkem 20. století zde zřídil Adolphe Clément-Bayard továrnu na automobily a letadla, zaniklou v šedesátých letech. Od osmdesátých let vyrostlo na ostrově množství luxusních rezidencí pro bohaté Pařížany, žije zde například bývalý prezident Nicolas Sarkozy. Dále se na ostrově nachází park s dřevěným chodníkem vedoucím podél řeky, klasicistní altánek Chrám lásky (Temple de l'Amour), dílo architekta Bernarda Poyeta, které sem bylo přeneseno z Parc Monceau, a naučná stezka věnovaná malířům, kteří na ostrově tvořili, Parcours des Impressionnistes.